# Рановизантијска гробница са фрескама у Нишу
Рановизантијска гробница са фрескама у Нишу представља јединствени налаз откривен на касноантичкој некрополи у нишком насељу Јагодин мала. Адам Оршић-Славетић, који је водио археолошка ископавања локалитета између 1933. и 1934, гробницу је назвао маузолеј. На налазишту је између 1952. и 1953. ископавања наставио Ђорђе Мано Зиси, који је открио остатке базилике и већи број гробова. Према односу гробнице, базилике и гробова претпоставља се да је овај простор био култно место у дужем временском периоду.

## Опис локалитета
Детаљнији опис грађевине објављен је 1937. године, према коме су димензије гробница 7,44 x 3,13 m. Имала је свод, сачуван до висине од 3,38 m, на западној страни једну већу и две мање нише, а на северној и јужној страни гробнице налазила су се два аркосолија. У крипти су откривени део стуба од црвеног пешчара, ранохришћански мермерни капител и већи број скелета. Према овом капителу, базилика се датује у крај 5. века или почетак 6. века, у доба Анастасија (491 – 518). Гробница се састојала из крипте и надземног дела који је незнатно очуван. Зидови су били ојачани пиластрима, распоређеним на свим странама грађевине.
Базилика се налазила на источном делу, у оси гробнице. Била је тробродна, димензија 15,50 x 21,60 m са полукружном апсидом на истоку. Претпоставља се по остацима зидова да је имала већу основу од истражене. Била је украшена мермерном оплатом и фреско сликарством. Између гробнице и базилике налазио се екзонартекс, испод кога је било прилазно степениште крипте.
Откривен је већи број гробова који се деле на гробове са конструкцијом и слободно укопане покојнике. Издвајају се гробови са конструкцијом која опонаша изглед саркофага и зидани, двоћелијски гробови (који имају две гробне преграде) и који чине јединствену гробну целину. Откривена су два оловна саркофага. Конструкције су били укопане испод пода базилике или су биле видљиве.
Најзначајније је откриће саркофага са фигуралном декорацијом (са симболом крста и трочланим бистама). Могуће је да су у питању прикази Константинових наследника (Константин II, Констанс I и Констанције II). Хеиде и Хелмут Бушхаусен су предложили друкчије датовање, претпостављајући да је саркофаг из периода између 379. и 408. године. Ови аутори су датовање извршили према према сличности са представом на златној полузи из Трансилваније на којој су приказани Грацијан I (367 – 383), Валентинијан II (375 – 392) и Теодосије I (379 – 395). Пошто се полуга датује у 379. ова година била би доња граница датовања за саркофаг.
Представа на саркофагу указује на висок ранг особе која је сахрањена, према неким теоријама у питању је дете из царске породице. У гробовима је откривено још неколико налаза који указују на висок ранг покојника, попут свитка или остатака ципела и скупоцених тканина.